# South Station
South Station er en jernbanestation i Boston i Massachusetts, USA. Den er New Englands næststørste trafikkundepunkt efter lufthavnen Logan International Airport og ligger på Dewey Square hvor Atlantic Avenue og Summer Street mødes. Fra stationen er der intercitytogsforbindelser med Amtrak til de øvrige storbyer langs østkysten via Northeast Corridor, samt til Chicago med Amtraks tog Lake Shore Limited. Desuden kører der lokaltog og busser fra stationen. Bygningen blev indviet som South Central Station den 1. januar 1899 og kostede 3,6 millioner dollar (i 1899-dollars).

## Galleri
- Banegårdshallen med udgang til perronerne gennem glasdørene.
- Amtraks Acela Express ved perron.
- Stationen ved forrige århundredeskifte.

## Ekstern henvisning
- Wikimedia Commons har flere filer relateret til South Station